# Benidorm Fest 2023
El Benidorm Fest 2023 fue la segunda edición del certamen de RTVE en el que se seleccionó la canción que representó a España en el Festival de la Canción de Eurovisión 2023. La final se celebró el 4 de febrero de 2023 en el Palacio de Deportes L'Illa de Benidorm de la localidad homónima, contando con dos semifinales previas llevadas a cabo en la misma sede los días 31 de enero y 2 de febrero. Los presentadores fueron Mónica Naranjo, Rodrigo Vázquez e Inés Hernand. La canción ganadora fue «Eaea» de Blanca Paloma.

## Organización
En primer lugar, la Generalidad Valenciana, principal patrocinador del evento, anunció que se ampliaría la capacidad del Palacio de l'Illa en el que se albergarían las diferentes galas, así como la creación del Benidorm Fest Village para albergar distintos actos culturales, exposiciones, charlas y visitas de los participantes a los seguidores del evento.
Por otro lado, desde RTVE, también planteó a la FORTA que las distintas cadenas autonómicas pudieran organizar fases previas al estilo de talent shows autonómicos o crear su propio Fortavisión para seleccionar uno o dos artistas que tendrían una plaza reservada en el Benidorm Fest, sin condicionar la participación de otros artistas que pudieran acceder directamente al Benidorm Fest o a través de la invitación de RTVE. Finalmente, se desestimó esta idea.
Por su parte, los primeros detalles del evento, incluyendo las bases del concurso, se dieron a conocer el 19 de julio de 2022 en una rueda de prensa en la propia ciudad alicantina. En dicha rueda de prensa se anunció a Mónica Naranjo como presentadora del programa y a Nacho Cano como presidente del jurado profesional.
Más tarde, el 14 de septiembre de 2022, en la presentación de contenidos de RTVE, se confirmó que Inés Hernand repetiría como copresentadora, acompañando a Mónica Naranjo, y que Máximo Huerta abandonaría la presentación de las galas para estar al frente de un programa diario dedicado al Benidorm Fest durante la semana del festival en el access prime time de La 1, donde se seguirá la actualidad desde Benidorm. Por su lado, Alaska, que también abandonaría la presentación del festival, presentaría una gala navideña en La 1 con algunos de los participantes de la primera edición y con Chanel como protagonista. El 18 de noviembre se anunció que Rodrigo Vázquez se sumaría a Mónica Naranjo e Inés Hernand como presentador titular del festival.
Luego, el 19 de octubre, se anunció que el cartel de artistas de la segunda edición del festival sería desvelado en un programa especial presentado por Inés Hernand y Rodrigo Vázquez la noche del 27 de octubre de 2022 en La 1. Días después, la fecha fue retrasada al sábado 29 de octubre, siendo además Inés Hernand sustituida por Julia Varela. Para evitar filtraciones, los nombres de los aspirantes fueron anunciados finalmente la noche del 25 de octubre en un breve programa bajo el título de Benidorm Fest: Los Elegidos presentado por Inés Hernand, manteniéndose la gala del sábado 29, con el mismo nombre, para conocer los perfiles de cada artista, sus motivaciones para presentarse al festival, sus trayectorias musicales y alguna pista sobre la propuesta que estrenaría en los próximos meses.
El 12 de enero se confirmó que Máximo Huerta se desligaba por completo del proyecto, pasando a presentar el programa previo previsto Aitor Albizua y Miki Núñez. Este además se bautizó como La noche del Benidorm Fest, aclarándose que se emitiría en formato previo y post los días de cada semifinal y únicamente en post el día de la final.
El 25 de enero se anunciaron los nombres definitivos de los 8 miembros del jurado con la incorporación de Nina como portavoz en sustitución de Nacho Cano.

## Estructura
La competición consiste en dos semifinales y una final. En total compiten 18 canciones aspirantes divididas entre las dos semifinales, es decir, participan 9 en cada una. En cada semifinal, las cuatro canciones más votadas entre el jurado profesional nacional (18,75 %) e internacional (31,25 %), el panel demoscópico (25 %) y el televoto (25 %), pasan directamente a la final. En dicha final, las ocho canciones clasificadas vuelven a ser interpretadas para determinar cuál será la representante de España en el Festival de la Canción de Eurovisión 2023, siguiendo el mismo sistema de votación que en las galas anteriores.

## Presentadores y jurado

### Presentadores titulares
| Presentador     | Profesión                |
| --------------- | ------------------------ |
| Mónica Naranjo  | Cantante                 |
| Inés Hernand    | Presentadora y humorista |
| Rodrigo Vázquez | Presentador              |

### Presentadores de espacios derivados

#### Benidorm Fest: Los elegidos
| Presentador     | Profesión                            | Información                                                                                   |
| --------------- | ------------------------------------ | --------------------------------------------------------------------------------------------- |
| Inés Hernand    | Presentadora y humorista             | Programa de presentación de los nombres de los 18 participantes del festival el 25 de octubre |
| Julia Varela    | Presentadora, reportera y periodista | Presentación de los 18 participantes del festival del 29 de octubre                           |
| Rodrigo Vázquez | Presentador                          | Presentación de los 18 participantes del festival del 29 de octubre                           |

#### La noche del Benidorm Fest
| Presentador    | Profesión                                             | Información                                                                                              |
| -------------- | ----------------------------------------------------- | --- |
| Aitor Albizua  | Periodista y presentador                              | Access y post dedicados al Benidorm Fest antes y después de las semifinales y tras la final del festival |
| Miki Núñez     | Cantante y representante de España en Eurovisión 2019 | Access y post dedicados al Benidorm Fest antes y después de las semifinales y tras la final del festival |
| Soraya Arnelas | Cantante y representante de España en Eurovisión 2009 | Access y post dedicados al Benidorm Fest antes y después de las semifinales y tras la final del festival |
| Alberto Guzmán | Periodista                                            | Access y post dedicados al Benidorm Fest antes y después de las semifinales y tras la final del festival |

#### Benidorm calling
| Presentador  | Profesión                | Información |
| ------------ | ------------------------ | --- |
| Xuso Jones   | Cantante y presentador   | Magacín diario a través de RTVE Play que analiza la actualidad del Benidorm Fest entre el domingo 29 de enero y el sábado 4 de febrero |
| Jordi Cruz   | Presentador              | Magacín diario a través de RTVE Play que analiza la actualidad del Benidorm Fest entre el domingo 29 de enero y el sábado 4 de febrero |
| Inés Hernand | Presentadora y humorista | Magacín diario a través de RTVE Play que analiza la actualidad del Benidorm Fest entre el domingo 29 de enero y el sábado 4 de febrero |

### Jurado
Para la edición de 2023, 8 profesionales de la música componen el jurado experto para el festival, a diferencia de la edición de 2022, en la que RTVE contó con 5 miembros, en total. De los elegidos, el 63% del peso recae en el voto internacional (5/8), mientras que el 37% hace lo propio en el ámbito nacional (3/8), difiriendo también de la anterior edición, en la que el 60% del peso fue nacional, dejando al jurado internacional con el 40% de la decisión total. 
| Jurado                | Profesión |
| --------------------- | --- |
| Nina (portavoz)       | Logopeda, cantante, actriz y representante de España en Eurovisión 1989                                                    |
| Christer Björkman     | Cantante y productor de televisión, representante de Suecia en Eurovisión 1992 y exjefe de producción del Melodifestivalen |
| Irene García Valiente | Directora de El último lugar, programa de Radio 3 especializado en música urbana                                           |
| José Juan Santana     | Presidente de OGAE España, autor y compositor                                                                              |
| William Lee Adams     | Fundador y director de Wiwibloggs, presentador y locutor de BBC Radio                                                      |
| Katrina Leskanich     | Exvocalista de Katrina & the Waves, ganadores de Eurovisión 1997                                                           |
| Nicola Caligiore      | Exjefe de delegación de Italia en Eurovisión                                                                               |
| Tali Eshkoli          | Miembro del equipo de producción de Eurovisión 2019                                                                        |

## Selección de participantes
El 1 de septiembre de 2021, RTVE abrió un plazo que se prolongaría hasta el 10 de octubre para que artistas, autores y compositores enviaran sus propuestas a la corporación pública de radio y televisión, mientras que la propia emisora se reservó una invitación directa a cantantes y autores de renombre de la escena musical actual. Tanto la valoración de las candidaturas como las invitaciones se realizaron en colaboración con asesores musicales.
El concurso estaba abierto a intérpretes, grupos y autores que tuvieran al menos 16 años antes de mayo de 2023, y que debían ser de nacionalidad española o tener residencia permanente en España (en el caso de dúos o grupos, al menos el 50 % de los miembros debían cumplir con esta condición). Los cantantes solo pudieron presentar una solicitud, aunque los compositores tuvieron la posibilidad de presentar una canción como autores principales y dos canciones adicionales como coautores.
En una rueda de prensa celebrada en octubre de 2022, la jefa de la delegación española, Eva Mora, declaró que se habían recibido 455 presentaciones a través del formulario en línea, 27 por correo electrónico y 394 de manera directa por las discográficas y los sellos editoriales, sumando un total de 876. Posteriormente, los nombres de los concursantes fueron anunciados oficialmente por RTVE el 25 de octubre de 2022 en un programa especial en directo, retransmitido por La 1 y RTVE Play en horario de máxima audiencia, presentado por Inés Hernand, presentadora titular del festival en 2023. Luego, el sábado 29, Julia Varela y Rodrigo Vázquez presentarían un programa más detallado sobre dichos participantes.

### Canciones
Las canciones deben ser originales y no haber sido publicadas, interpretadas o distribuidas, total o parcialmente, antes de septiembre del año anterior al Festival de Eurovisión (de acuerdo con las reglas del certamen). Además, la canción debe durar entre 2 minutos y medio y 3 minutos, y tiene que incluir al menos el 65% de la letra en español y/o lenguas cooficiales de España.
En relación con los contenidos las bases establecen que «serán motivo de rechazo y exclusión las canciones y candidaturas que utilicen lenguaje inapropiado u ofensivo, mensajes o gestos políticos o similares, o haga alusión a marcas, productos, empresas y/o suponga cualquier tipo de publicidad, que pudieran sufrir el riesgo de ser expulsadas de Eurovisión o que no esté permitida su emisión en RTVE y/o atente contra su código ético y lo establecido en el Mandato Marco respecto al compromiso con la igualdad entre mujeres y hombres. También todas aquellas que no cumplan con unos mínimos de calidad en su composición y/o producción».

### Artistas
Se seleccionaron 18 candidatos (inicialmente iban a ser 16), de los cuales al menos dos deben ser de aquellos que se registraron en la web. Para elegir a los participantes, se tendría en cuenta la paridad de género, la combinación de referencias musicales con nuevos talentos y la variedad de estilos.
De entre los elegidos, destaca el regreso de Blanca Paloma, 5.ª clasificada del Benidorm Fest 2022, convirtiéndose en la primera artista que repetiría su participación en el certamen y en la primera artista que participaría dos ediciones seguidas en este.

## Participantes
| Artista/s     | Canción              | Idioma           | Compositores | Escenografía               |
| ------------- | -------------------- | ---------------- | --- | -------------------------- |
| Agoney        | «Quiero arder»       | Español          | Agoney Hernández Morales, Marta Martínez López, Andrés Huélamo López (Blackpanda)                                 | David Pizarro              |
| Alfred García | «Desde que tú estás» | Español          | Alfred García, Raúl Gómez                                                                                         |                            |
| Alice Wonder  | «Yo quisiera»        | Español          | Alicia Climent Barriuso (Alice Wonder)                                                                            | Alice Wonder y Luke Martin |
| Aritz Arén    | «Flamenco»           | Español e inglés | Carlos Marco, Frida Amundsen, Kaci Brown, Sam Gray, Tonino Speciale                                               |                            |
| Blanca Paloma | «Eaea»               | Español          | Blanca Paloma, Álvaro Tato, José Pablo Polo                                                                       | Blanca Paloma              |
| E'Femme       | «Uff!»               | Español e inglés | Antonio Escobar Núñez, Bárbara Reyzábal (Barei), E'Femme                                                          |                            |
| Famous        | «La Lola»            | Español          | Adrián Ghiardo, Andrés Sebastián Ramírez, Jorge de la Cruz Correa                                                 |                            |
| Fusa Nocta    | «Mi familia»         | Español          | Ignacio Moreno González, Carlos Padilla Linares, Miriam Nares Signes (Fusa Nocta)                                 | Andrés                     |
| José Otero    | «Inviernos en Marte» | Español          | José Otero, Manu Chalud, Gabriel Oré, Kenya Saiz, Karen Méndez                                                    |                            |
| Karmento      | «Quiero y duelo»     | Español          | Carmen Toledo (Karmento)                                                                                          | Javier Pageo               |
| Megara        | «Arcadia»            | Español          | Sara Jiménez Moral, Roberto La Lueta Ruíz, Israel Dante Ramos                                                     | Megara                     |
| Meler         | «No nos moverán»     | Español          | Jonathan Geraint Burt (Meler), Francisco Javier Pagalday, Natalia Neva, Oliver García Cerón, José Héctor Portilla |                            |
| Rakky Ripper  | «Tracción»           | Español          | Raquel García Cabrerizo (Rakky Ripper), Aleix Martin Font, Joan Valls Paniza, Rubén Pérez Pérez (Kickbombo)       |                            |
| Sharonne      | «Aire»               | Español          | Iván Torrent, Alejandro Barroso, Cristóbal Garrido (Sharonne)                                                     | Albert Cornelles           |
| Siderland     | «Que esclati tot»    | Catalán          | Uri Plana, Albert Sort, Andreu Manyós (Siderland), Roger Argemí                                                   | Daniel Anglés              |
| Sofía Martín  | «Tuki»               | Español          | Sofía Martín, Freddy Rochow, Claudio Maselli                                                                      |                            |
| Twin Melody   | «Sayonara»           | Español e inglés | Aitana Etxeberria, Paula Etxeberria (Twin Melody), Jonathan Geraint Burt (Meler), Natalia Neva Martín             |                            |
| Vicco         | «Nochentera»         | Español          | Victoria Riba (Vicco), Rubén Pérez Pérez, Joan Valls Paniza                                                       | Marshall                   |

     Candidatura retirada
     Finalistas
     Ganador/a
     Segundo/a
     Tercero/a

## Invitados
| Gala        | Invitado(s)     | Información                                          | Canción / actuación                                           |
| ----------- | --------------- | ---------------------------------------------------- | ------------------------------------------------------------- |
| Semifinal 1 | Mónica Naranjo  | Cantante y presentadora                              | «Diva» (versión de Dana International, Eurovisión 1998)       |
| Semifinal 1 | Edurne          | Cantante, representante de España en Eurovisión 2015 | Medley de «Amores dormidos», «Boomerang» y «Te quedaste solo» |
| Semifinal 1 | Leo Rizzi       | Cantante                                             | «Arcade» (versión de Duncan Laurence, Eurovisión 2019)        |
| Semifinal 2 | Miguel Poveda   | Cantante                                             | «Eres tú» (versión de Mocedades, Eurovisión 1973)             |
| Semifinal 2 | Álvaro Soler    | Cantante                                             | «Candela»                                                     |
| Semifinal 2 | Gloria Trevi    | Cantante                                             | Medley de «Gloria» y «Todos me miran»                         |
| Final       | Manuel Carrasco | Cantante                                             | «Eres»                                                        |
| Final       | Mónica Naranjo  | Cantante, productora musical y presentadora          | «Sobreviviré»                                                 |
| Final       | Ana Mena        | Cantante                                             | Medley de «Un clásico» y «Las doce»                           |

## Festival

### Semifinales

#### 1.ª semifinal
La primera semifinal se celebró el 31 de enero de 2023. En ella, nueve participantes se jugaron las cuatro plazas para la gran final del festival. 
| 1.ª Semifinal – 31 de enero de 2023 | 1.ª Semifinal – 31 de enero de 2023 | 1.ª Semifinal – 31 de enero de 2023 | 1.ª Semifinal – 31 de enero de 2023 | 1.ª Semifinal – 31 de enero de 2023 | 1.ª Semifinal – 31 de enero de 2023 | 1.ª Semifinal – 31 de enero de 2023 | 1.ª Semifinal – 31 de enero de 2023 | 1.ª Semifinal – 31 de enero de 2023 | 1.ª Semifinal – 31 de enero de 2023 | 1.ª Semifinal – 31 de enero de 2023 | 1.ª Semifinal – 31 de enero de 2023 | 1.ª Semifinal – 31 de enero de 2023 |
| Orden                               | Artista(s)                          | Canción                             | Jurado (50 %)                       | Jurado (50 %)                       | Público (50 %)                      | Público (50 %)                      | Público (50 %)                      | Público (50 %)                      | Público (50 %)                      | Público (50 %)                      | Puntuación total                    | Posición final                      |
| Orden                               | Artista(s)                          | Canción                             | Puntuación                          | Posición                            | Panel demoscópico (25 %)            | Posición del panel                  | Televoto (25 %)                     | Posición del televoto               | Puntuación de ambos segmentos       | Posición del público                | Puntuación total                    | Posición final                      |
| ----------------------------------- | ----------------------------------- | ----------------------------------- | ----------------------------------- | ----------------------------------- | ----------------------------------- | ----------------------------------- | ----------------------------------- | ----------------------------------- | ----------------------------------- | ----------------------------------- | ----------------------------------- | ----------------------------------- |
| 01                                  | Sharonne                            | «Aire»                              | 45                                  | 6.ª                                 | 20                                  | 7.ª                                 | 22                                  | 6.ª                                 | 42                                  | 7.ª                                 | 87                                  | 6.ª                                 |
| 02                                  | Aritz Arén                          | «Flamenco»                          | 50                                  | 5.ª                                 | 22                                  | 6.ª                                 | 35                                  | 2.ª                                 | 57                                  | 3.ª                                 | 107                                 | 5.ª                                 |
| 03                                  | Sofía Martín                        | «Tuki»                              | 22                                  | 9.ª                                 | 13                                  | 9.ª                                 | 13                                  | 9.ª                                 | 26                                  | 9.ª                                 | 48                                  | 9.ª                                 |
| 04                                  | Agoney                              | «Quiero arder»                      | 86                                  | 1.ª                                 | 35                                  | 2.ª                                 | 40                                  | 1.ª                                 | 75                                  | 1.ª                                 | 161                                 | 1.ª                                 |
| 05                                  | Megara                              | «Arcadia»                           | 51                                  | 4.ª                                 | 30                                  | 3.ª                                 | 30                                  | 3.ª                                 | 60                                  | 2.ª                                 | 111                                 | 4.ª                                 |
| 06                                  | Alice Wonder                        | «Yo quisiera»                       | 79                                  | 2.ª                                 | 15                                  | 8.ª                                 | 25                                  | 5.ª                                 | 40                                  | 8.ª                                 | 119                                 | 2.ª                                 |
| 07                                  | Meler                               | «No nos moverán»                    | 29                                  | 7.ª                                 | 40                                  | 1.ª                                 | 15                                  | 8.ª                                 | 55                                  | 4.ª                                 | 84                                  | 7.ª                                 |
| 08                                  | Fusa Nocta                          | «Mi familia»                        | 65                                  | 3.ª                                 | 25                                  | 5.ª                                 | 28                                  | 4.ª                                 | 53                                  | 5.ª                                 | 118                                 | 3.ª                                 |
| 09                                  | Twin Melody                         | «Sayonara»                          | 29                                  | 7.ª                                 | 28                                  | 4.ª                                 | 20                                  | 7.ª                                 | 48                                  | 6.ª                                 | 77                                  | 8.ª                                 |

     Finalistas

#### 2.ª semifinal
La segunda semifinal se celebró el 2 de febrero de 2023. En ella, nueve participantes se jugaron las restantes cuatro plazas para la gran final del festival. 
| 2.ª Semifinal – 2 de febrero de 2023 | 2.ª Semifinal – 2 de febrero de 2023 | 2.ª Semifinal – 2 de febrero de 2023 | 2.ª Semifinal – 2 de febrero de 2023 | 2.ª Semifinal – 2 de febrero de 2023 | 2.ª Semifinal – 2 de febrero de 2023 | 2.ª Semifinal – 2 de febrero de 2023 | 2.ª Semifinal – 2 de febrero de 2023 | 2.ª Semifinal – 2 de febrero de 2023 | 2.ª Semifinal – 2 de febrero de 2023 | 2.ª Semifinal – 2 de febrero de 2023 | 2.ª Semifinal – 2 de febrero de 2023 | 2.ª Semifinal – 2 de febrero de 2023 |
| Orden                                | Artista(s)                           | Canción                              | Jurado (50 %)                        | Jurado (50 %)                        | Público (50 %)                       | Público (50 %)                       | Público (50 %)                       | Público (50 %)                       | Público (50 %)                       | Público (50 %)                       | Puntuación total                     | Posición final                       |
| Orden                                | Artista(s)                           | Canción                              | Puntuación                           | Posición                             | Panel demoscópico (25 %)             | Posición del panel                   | Televoto (25 %)                      | Posición del televoto                | Puntuación de ambos segmentos        | Posición del público                 | Puntuación total                     | Posición final                       |
| ------------------------------------ | ------------------------------------ | ------------------------------------ | ------------------------------------ | ------------------------------------ | ------------------------------------ | ------------------------------------ | ------------------------------------ | ------------------------------------ | ------------------------------------ | ------------------------------------ | ------------------------------------ | ------------------------------------ |
| 01                                   | Famous                               | «La Lola»                            | 46                                   | 7.ª                                  | 28                                   | 4.ª                                  | 13                                   | 9.ª                                  | 41                                   | 7.ª                                  | 87                                   | 7.ª                                  |
| 02                                   | José Otero                           | «Inviernos en Marte»                 | 63                                   | 3.ª                                  | 22                                   | 6.ª                                  | 20                                   | 7.ª                                  | 42                                   | 6.ª                                  | 105                                  | 4.ª                                  |
| 03                                   | Karmento                             | «Quiero y duelo»                     | 47                                   | 6.ª                                  | 30                                   | 3.ª                                  | 35                                   | 2.ª                                  | 65                                   | 3.ª                                  | 112                                  | 3.ª                                  |
| 04                                   | Rakky Ripper                         | «Tracción»                           | 24                                   | 8.ª                                  | 13                                   | 9.ª                                  | 15                                   | 8.ª                                  | 28                                   | 9.ª                                  | 52                                   | 9.ª                                  |
| 05                                   | Blanca Paloma                        | «Eaea»                               | 92                                   | 1.ª                                  | 35                                   | 2.ª                                  | 40                                   | 1.ª                                  | 75                                   | 1.ª                                  | 167                                  | 1.ª                                  |
| 06                                   | E'Femme                              | «Uff!»                               | 17                                   | 9.ª                                  | 25                                   | 5.ª                                  | 22                                   | 6.ª                                  | 47                                   | 5.ª                                  | 64                                   | 8.ª                                  |
| 07                                   | Siderland                            | «Que esclati tot»                    | 48                                   | 5.ª                                  | 15                                   | 8.ª                                  | 25                                   | 5.ª                                  | 40                                   | 8.ª                                  | 88                                   | 6.ª                                  |
| 08                                   | Alfred García                        | «Desde que tú estás»                 | 52                                   | 4.ª                                  | 20                                   | 7.ª                                  | 30                                   | 3.ª                                  | 50                                   | 4.ª                                  | 102                                  | 5.ª                                  |
| 09                                   | Vicco                                | «Nochentera»                         | 67                                   | 2.ª                                  | 40                                   | 1.ª                                  | 28                                   | 4.ª                                  | 68                                   | 2.ª                                  | 135                                  | 2.ª                                  |

     Finalistas

### Final
La gran final se celebraría el 4 de febrero de 2023. En ella, los cuatro participantes clasificados de cada semifinal se disputaron la plaza para representar a España en Eurovisión 2023 y llevarse el micrófono de bronce en el Benidorm Fest 2023.
| Final - 4 de febrero de 2023 | Final - 4 de febrero de 2023 | Final - 4 de febrero de 2023 | Final - 4 de febrero de 2023 | Final - 4 de febrero de 2023 | Final - 4 de febrero de 2023 | Final - 4 de febrero de 2023 | Final - 4 de febrero de 2023 | Final - 4 de febrero de 2023 | Final - 4 de febrero de 2023 | Final - 4 de febrero de 2023  | Final - 4 de febrero de 2023 | Final - 4 de febrero de 2023 | Final - 4 de febrero de 2023 |
| Orden                        | Artista(s)                   | Canción                      | Jurado (50 %)                | Jurado (50 %)                | Público (50 %)               | Público (50 %)               | Público (50 %)               | Público (50 %)               | Público (50 %)               | Público (50 %)                | Público (50 %)               | Puntuación total             | Posición final               |
| Orden                        | Artista(s)                   | Canción                      | Puntuación                   | Posición                     | Panel demoscópico (25 %)     | Posición del panel           | Televoto (25 %)              | Porcentaje del televoto      | Posición del televoto        | Puntuación de ambos segmentos | Posición del público         | Puntuación total             | Posición final               |
| ---------------------------- | ---------------------------- | ---------------------------- | ---------------------------- | ---------------------------- | ---------------------------- | ---------------------------- | ---------------------------- | ---------------------------- | ---------------------------- | ----------------------------- | ---------------------------- | ---------------------------- | ---------------------------- |
| 01                           | Karmento                     | «Quiero y Duelo»             | 35                           | 7.ª                          | 20                           | 7.ª                          | 25                           | 6,77%                        | 5.ª                          | 45                            | 6.ª                          | 80                           | 6.ª                          |
| 02                           | Megara                       | «Arcadia»                    | 50                           | 5.ª                          | 28                           | 4.ª                          | 28                           | 8,31%                        | 4.ª                          | 56                            | 4.ª                          | 106                          | 4.ª                          |
| 03                           | Alice Wonder                 | «Yo Quisiera»                | 53                           | 4.ª                          | 16                           | 8.ª                          | 20                           | 4,41%                        | 7.ª                          | 36                            | 8.ª                          | 89                           | 5.ª                          |
| 04                           | Fusa Nocta                   | «Mi Familia»                 | 24                           | 8.ª                          | 25                           | 5.ª                          | 22                           | 5,01%                        | 6.ª                          | 47                            | 5.ª                          | 71                           | 8.ª                          |
| 05                           | Agoney                       | «Quiero arder»               | 80                           | 2.ª                          | 30                           | 3.ª                          | 35                           | 27,19%                       | 2.ª                          | 65                            | 3.ª                          | 145                          | 2.ª                          |
| 06                           | Blanca Paloma                | «Eaea»                       | 94                           | 1.ª                          | 35                           | 2.ª                          | 40                           | 28,28%                       | 1.ª                          | 75                            | 1.ª                          | 169                          | 1.ª                          |
| 07                           | José Otero                   | «Inviernos en Marte»         | 37                           | 6.ª                          | 22                           | 6.ª                          | 16                           | 2,79%                        | 8.ª                          | 38                            | 7.ª                          | 75                           | 7.ª                          |
| 08                           | Vicco                        | «Nochentera»                 | 59                           | 3.ª                          | 40                           | 1.ª                          | 30                           | 17,23%                       | 3.ª                          | 70                            | 2.ª                          | 129                          | 3.ª                          |

     Ganador/a
     Segundo puesto
     Tercer puesto

## Audiencias
| Gala        | Fecha                | Hora  | Espectadores | Cuota |
| ----------- | -------------------- | ----- | ------------ | ----- |
| Semifinal 1 | 31 de enero de 2023  | 22:50 | 1 044 000    | 10,0% |
| Semifinal 2 | 2 de febrero de 2023 | 22:40 | 1 020 000    | 9,4%  |
| Final       | 4 de febrero de 2023 | 22:05 | 1 887 000    | 14,7% |

     Líder de la noche.

### Otros
| Gala                                    | Fecha                 | Hora  | Espectadores | Cuota |
| --------------------------------------- | --------------------- | ----- | ------------ | ----- |
| Los elegidos (I)                        | 25 de octubre de 2022 | 22:35 | 571 000      | 4,0%  |
| Los elegidos (II)                       | 29 de octubre de 2022 | 22:10 | 617 000      | 6,0%  |
| La noche del Benidorm Fest: previo (I)  | 31 de enero de 2023   | 22:05 | 997 000      | 6,8%  |
| La noche del Benidorm Fest: post (I)    | 1 de febrero de 2023  | 00:50 | 338 000      | 7,3%  |
| La noche del Benidorm Fest: previo (II) | 2 de febrero de 2023  | 22:10 | 761 000      | 5,2%  |
| La noche del Benidorm Fest: post (II)   | 3 de febrero de 2023  | 00:40 | 341 000      | 7,2%  |
| La noche del Benidorm Fest: post (III)  | 5 de febrero de 2023  | 00:10 | 720 000      | 9,5%  |

## Palmarés
| Gala                                  | Fecha                 | Presentadores                               | Canal de emisión | Ganador       | Subcampeón   | 3.er clasificado |
| ------------------------------------- | --------------------- | ------------------------------------------- | ---------------- | ------------- | ------------ | ---------------- |
| Benidorm Fest 2023: Primera semifinal | Enero-febrero de 2023 | Mónica Naranjo Rodrigo Vázquez Inés Hernand | La 1             | Agoney        | Alice Wonder | Fusa Nocta       |
| Benidorm Fest 2023: Segunda semifinal | Enero-febrero de 2023 | Mónica Naranjo Rodrigo Vázquez Inés Hernand | La 1             | Blanca Paloma | Vicco        | Karmento         |
| Benidorm Fest 2023: Final             | Enero-febrero de 2023 | Mónica Naranjo Rodrigo Vázquez Inés Hernand | La 1             | Blanca Paloma | Agoney       | Vicco            |

## Posicionamiento en listas
| Fecha de lanzamiento    | Sencillo     | Discográfica | Posición en lista | Certificación | Artista |
| Fecha de lanzamiento    | Sencillo     | Discográfica | España            | España        | Artista |
| ----------------------- | ------------ | ------------ | ----------------- | ------------- | ------- |
| 19 de diciembre de 2022 | «Nochentera» | Sony Music   | 5                 | 9×            | Vicco   |